# Cyclodictyon cuspidatum
Cyclodictyon cuspidatum là một loài rêu trong họ Pilotrichaceae. Loài này được Kuntze mô tả khoa học đầu tiên năm 1891.